# Міжміський тролейбус Алчевськ — Перевальськ
Міжміський тролейбус Алчевськ-Перевальськ — недіючий тролейбусний маршрут між містами Алчевськ (колишній Комунарськ) і Перевальськ Луганської області.

## Історія
Міжміський маршрут був відкритий 1962 року, який проіснував до 2008 року, коли його було закрито. Головним завданням спочатку було чисто прагматичне — забезпечити доставку робітників на шахту № 25 (місто Паркомуна, нині —  Перевальськ). Цей маршрут обслуговувало Комунарське депо, а кількість тролейбусів коливалася від 1 до 15. Це був перший міжміський транспорт між містами Комунарськ і Паркомуна. 
Необхідність з'єднання обох міст з'явилася ще у 1950-ті роки, оскільки багато мешканців Комунарська працювали на шахтах Паркомуни, а мешканці Паркомуни — на металургійному заводі у Комунарську відповідно. Значна частина маршруту проходила містом Паркомуна (Перевальськ), так що, значною мірою міжміський тролейбус виконував роль і внутрішньоміського транспорту міста Паркомуна (Перевальська). 